# Démographie du Belize
Cet article contient des statistiques sur la démographie du Belize.

## Démographie du Belize
La population est estimée à 347 369 habitants en 2015.
Le taux de croissance est de  1,87 ‰ .